# Liste der Monuments historiques in Bergères
Die Liste der Monuments historiques in Bergères führt die Monuments historiques in der französischen Gemeinde Bergères auf.

## Liste der Objekte
| Bezeichnung                      | Beschreibung                                                                                          | Standort                        | Kennzeichnung | Schutzstatus | Datum | Bild |
| -------------------------------- | --- | ------------------------------- | ------------- | ------------ | ----- | ---- |
| Skulptur Heilige Barbara         | Kalkstein, farbig gefasst und vergoldet, 16. Jahrhundert                                              | in der Kirche St-Étienne (Lage) | PM10000247    | Classé       | 1908  |      |
| Skulptur Heiliger Stephan (1)    | Holz, farbig gefasst, 16. Jahrhundert                                                                 | in der Kirche St-Étienne (Lage) | PM10004643    | Inscrit      | 1975  |      |
| Skulptur Heilige Margaretha      | Kalkstein, farbig gefasst, 14. Jahrhundert                                                            | in der Kirche St-Étienne (Lage) | PM10004646    | Inscrit      | 1975  |      |
| Skulptur Madonna mit Kind        | Kalkstein, farbig gefasst und vergoldet, Anfang des 16. Jahrhunderts                                  | in der Kirche St-Étienne (Lage) | PM10000246    | Classé       | 1908  |      |
| Skulptur eines heiligen Bischofs | Holz, farbig gefasst, 16. Jahrhundert                                                                 | in der Kirche St-Étienne (Lage) | PM10004645    | Inscrit      | 1975  |      |
| Skulptur Heiliger Sebastian      | Kalkstein, farbig gefasst, erste Hälfte des 16. Jahrhunderts, möglicherweise vom Meister von Chaource | in der Kirche St-Étienne (Lage) | PM10000248    | Classé       | 1974  |      |
| Kruzifix                         | Holz, farbig gefasst, 16. Jahrhundert                                                                 | in der Kirche St-Étienne (Lage) | PM10000249    | Classé       | 1976  |      |
| Sessel                           | Holz, weiß angestrichen, Stoff, zweite Hälfte des 18. Jahrhunderts                                    | in der Kirche St-Étienne (Lage) | PM10000250    | Classé       | 1976  |      |
| Skulptur Heiliger Stephan (2)    | Holz, farbig gefasst, 17. Jahrhundert                                                                 | in der Kirche St-Étienne (Lage) | PM10004642    | Inscrit      | 1975  |      |